# Бідерман Мойсей Йосипович
Мойсей Йосипович Бідерман (жовтень 1890, тепер Україна — ?) — радянський діяч, народний комісар робітничо-селянської інспекції (РСІ) Автономної Молдавської СРР, голова Молдавської обласної контрольної комісії. Член Центральної Контрольної Комісії КП(б)У в грудні 1925 — листопаді 1927 року.

## Біографія
Працював робітником по металу. З 1905 року брав участь в революційному русі в місті Одесі.
З 1910 по 1920 рік перебував у еміграції в Сполучених Штатах Америки. Брав активну участь у створенні Комуністичної партії Америки. Був секретарем обласного комітету російської федерації комуністичної партії в Америці, підпільним її організатором. За участь в революційному русі висилався американською владою на острів.
Член РСДРП(б) з 1917 року.
Після повернення до Одеси — завідувач організаційного відділу, відповідальний слідчий Одеської губернської контрольної комісії, член Одеської губернської контрольної комісії.
На 1925—1926 роки — народний комісар робітничо-селянської інспекції (РСІ) Автономної Молдавської СРР — голова Автономної Молдавської обласної контрольної комісії.
Потім — секретар Свердловського районного комітету КП(б)У міста Одеси; відповідальний інструктор Центральної Контрольної Комісії КП(б)У.
На 1929—1930 роки — голова Білоцерківської окружної контрольної комісії — робітничо-селянської інспекції на Київщині.
У 1932 році закінчив курси марксизму.
З 1932 по 1933 рік — голова Західно-Казакстанської обласної контрольної комісії — робітничо-селянської інспекції Казакської АРСР. З червня 1934 року — секретар партійної колегії уповноваженого КПК при ЦК по Казакстану по Південно-Казакстанській області.
Подальша доля — невідома.